# Vishwananda

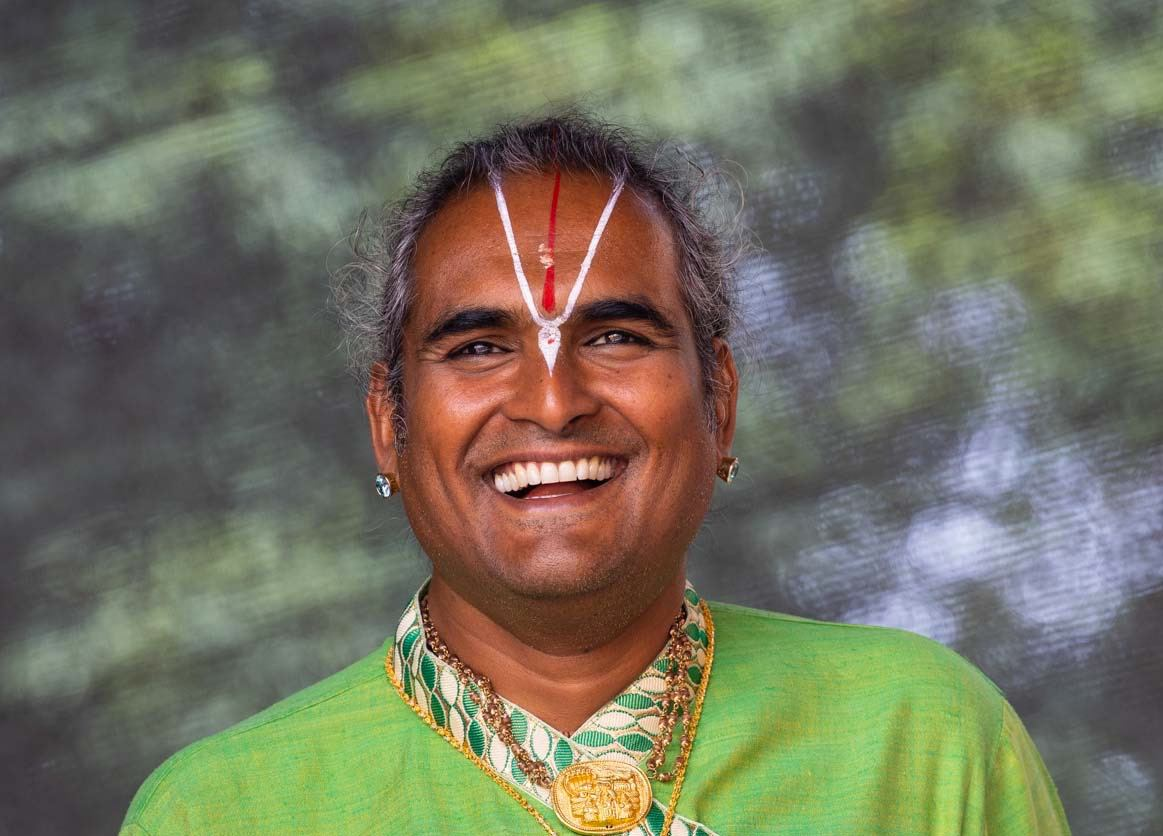
Vishwananda

Swami Vishwananda (geboren als Mahadeosingh „Visham“ Komalram am 13. Juni 1978 in Beau Bassin-Rose Hill, Mauritius), unter Anhängern als Paramahamsa Sri Swami Vishwananda bekannt, ist ein hinduistischer Guru aus Mauritius. Er ist Gründer des Bhakti Marga, einer umstrittenen neohinduistischen Organisation, die in vielen Ländern Ashrams und Tempel unterhält. Er lebt in Deutschland, wo sich sein Hauptashram im kleinen Dorf Springen im Taunus befindet. Stand Ende 2023 hatte Vishwananda rund 50.000 Anhänger.

## Leben
Vishwananda wurde in einer Hindu-Familie auf der Insel Mauritius geboren. Angeblich hatte er im Alter von fünf Jahren während eines Krankenhausaufenthalts eine Erscheinung von Mahavatar Babaji, den er als seinen persönlichen Guru erkannt haben will.
Auf Mauritius kam er um etwa 1998 mit internationalen Touristen in Kontakt. Daraufhin reiste er auf Einladungen in die Schweiz und nach England sowie später auch in andere Länder. Dort sammelte er eine zunächst noch relativ kleine Gruppe an Anhängern um sich.
2004 erwarb er ein Grundstück in dem kleinen Dorf Steffenshof im Hunsrück, Rheinland-Pfalz, und baute es zu einem Ashram aus. Dort gründete er im Juli 2005 die Organisation Bhakti Marga. Im Jahr 2008 erwarb Bhakti Marga das ehemalige Tagungs- und Seminarhaus der Gewerkschaft ver.di in Springen, ein größeres Grundstück in der Nähe des Rhein-Main-Gebiets.
Am 11. Juli 2015 wurde Swami Vishwananda von der World Peace Prayer Society ein Friedenspfahl und eine Urkunde überreicht. Swami Vishwananda, so heißt es, helfe den Menschen, Elemente der östlichen Spiritualität mit Elementen der westlichen spirituellen Tradition zu verbinden und ermögliche ihnen so den Zugang zu einer ganz persönlichen Erfahrung mit dem Göttlichen, unabhängig von Kultur, Geschlecht oder Alter.
Im September 2015 wurde ihm von der hinduistischen Gemeinschaft Nirmohi Akhada der Titel Mahamandaleshwara verliehen.
Vishwananda unternimmt regelmäßig Reisen, auf denen er teilweise über 2000 Menschen „Darshans“ (Segnungen) gibt. Laut Angaben seines Veranstalters hat er 331 Darshans in 46 Ländern und 220 Städten durchgeführt hat und mehr als 133.000 Menschen gesegnet. Vishwananda beansprucht den Titel Acharya (religiöser Lehrer) der hinduistischen Hari Bhakta Sampradaya.

## Entwicklung des Bhakti Marga

### Gründung und Ashrams
Nachdem Vishwananda, der zunächst noch Visham genannt wurde, Anhänger in privaten Wohnungen empfing, gründete er 2004 in dem kleinen Ort Steffenshof (Dorweiler) im Hunsrück (Rheinland-Pfalz) den ersten Ashram. Am 13. Juni 2005 wurde dann Bhakti Marga gegründet. Im Jahr 2008 zog der Ashram in ein größeres Anwesen in Springen (Heidenrod) um, das nun zum neuen Hauptashram der Bewegung wurde. Im Juni 2018 wurde ein neuer Tempel eingeweiht, dessen Ausbau laut FAZ mehr als eine Million Euro gekostet hat. Weltweit gibt es demnach ca. 30 bis 50 Zentren, davon sind viele jedoch kleinere Ashrams oder Tempel.
Im November 2020 wurde bekannt, dass Bhakti Marga in Kirchheim im hessischen Landkreis Hersfeld-Rotenburg ihr hinduistisches Deutschlandzentrum auf dem Gebiet der Ferienanlage Seepark Kirchheim aufbauen will.
Am 3. September 2023 weihte Vishwananda in Elmira, New York, den Paranitya Narasimha-Tempel und Ashram ein.
Vishwananda ist ebenso Begründer der Vaishnava-Tradition namens Hari Bhakta Sampradaya. Der Orden ist in der kulturellen Tradition Indiens verwurzelt und versteht sich als ein Ableger des Hinduismus, dessen Selbstbezeichnung, Sanātana Dharma, auf Sanskrit die Bedeutung „ewige Religion“ hat.

### Vorwürfe sexueller Übergriffe
Es sind Vorwürfe früherer Anhänger bekannt, die sexuelle Aktivitäten des Gurus mit etwa 15 Schülern, darunter Jugendlichen, belegen sollen. In mindestens zwei Fällen handle es sich dabei um Vergewaltigungen. Sektenbeauftragte der Evangelische Zentralstelle für Weltanschauungsfragen berichteten von sexuellen Übergriffen im Graubereich zwischen freiwilliger Zustimmung und erzwungenem Gehorsams gegenüber dem Guru. Anhänger seien psychisch und emotional manipuliert worden. Dies führte 2008 dazu, dass mehr als die Hälfte der Anhänger die Gemeinschaft verließen, auch weil die Aktivitäten Vishwanandas im Konflikt mit dem selbst auferlegten Zölibat der Gemeinschaft standen.
In einer Dokumentation des Hessischen Rundfunks vom Januar 2022 wurden mehrere ehemalige Anhänger interviewt und dem Guru wurde sexueller Missbrauch vorgeworfen. Die Staatsanwaltschaft Wiesbaden bestätigte mehrere Anzeigen, die jedoch nicht zu Anklagen geführt hätten. Vishwananda ließ sämtliche Vorwürfe über sexuelle Übergriffe gegenüber dem HR durch seinen Anwalt bestreiten und reichte bei Gericht eine eidesstattliche Erklärung ein, wonach er niemals eine Person sexuell genötigt habe.
Laut der Dokumentation soll ein US-amerikanischer Bhakti Marga-Anhänger von Vishwananda sexuell missbraucht worden sein. Danach habe er einen Suizidversuch unternommen, indem er aus einem Fenster sprang. Der Hessische Rundfunk unternahm vor der Veröffentlichung allerdings keinen Versuch, mit dem Anhänger in Verbindung zu treten. Dieser gab in einer eidesstattlichen Versicherung an, dass er selbst sicher keinen sexuellen Kontakt zu Vishwananda gehabt habe. Der Sprung aus dem Fenster sei kein Suizidversuch gewesen, sondern Ergebnis von Wahnvorstellungen aufgrund einer „Art Schizophrenie“. Der Anhänger erwirkte im Februar 2022 vor dem Landgericht Hamburg eine einstweilige Verfügung, die dem HR untersagt, die diesbezüglichen Behauptungen zu wiederholen. Der HR kündigte an, das Ergebnis nicht anzufechten, da die Passagen für die Kernaussage der Dokumentation nicht wichtig seien. Man sei auch davon ausgegangen, dass der Betroffene nicht erkennbar sei und somit alle Persönlichkeitsrechte gewahrt seien. Deswegen habe man die Person auch nicht kontaktiert, was man „in der Rückschau als Versäumnis“ einstufe. Die umstrittene Aussage wurde aus der Podcastfolge entfernt.
Auf Antrag der Organisation Bhakti Marga erließ das Landgericht Hamburg im März 2022 sieben einstweilige Verfügungen gegen den Hessischen Rundfunk, die öffentliche Behauptungen über sexuelles Fehlverhalten untersagten. Weitere beantragte Verfügungen wurden vom Gericht jedoch zurückgewiesen. So darf weiter berichtet werden, dass der Guru Hingabe und sexuelle Kontakte zu jungen Männern suchte. Berichte über Machtmissbrauch und die Bezeichnung der Organisation als „totalitär“ wurden vom Gericht als legitime Meinungen angesehen. Die Einschätzung, dass ehemalige Mitglieder noch immer traumatisiert seien und darunter leiden würden, wurde ebenfalls zugelassen.
Gegen die erlassenen Verfügungen legte der Hessische Rundfunk Berufung vor dem Oberlandesgericht Hamburg ein, wobei unter anderem eidesstattliche Versicherungen der Interviewten vorgelegt wurden. Das Gericht gab dem Sender in einigen Punkten recht. Der Hessische Rundfunk wertete dies als Erfolg und kündigte an, weitere juristische Schritte zu unternehmen. Alle sechs Folgen der Podcasts sind wieder online, jedoch wurden einige stark gekürzt. Die TV-Dokumentation war im April 2025 noch nicht wieder aufrufbar.

### Christentum
Vishwananda ließ sich von der Apostolisch Orthodoxen Kirche (AOC) als „Bischof Michael“ ordinieren. Er wurde jedoch 2016 von einer Abspaltung dieser Kirche, der Katholisch Orthodoxen Apostolischen Kirche (COAC) exkommuniziert. Die CAOC beansprucht für sich Hüter des kanonischen Erbes der AOC zu sein, die Ernennung Vishwanandas war einer der Gründe der Abspaltung. Der Ashram in Springen besitzt eine Russisch-Orthodoxe Kapelle, in der zumindest früher regelmäßig Gottesdienste abgehalten wurden. In dieser befindet sich eine Truhe mit Reliquien christlicher Heiliger, die Vishwananda bereits 2001 mit Hilfe von Anhängern in der Schweiz entwendet hatte.
Seine Exkommunikation folgte der Ernennung zum Mahamandaleshwar, einem hohen hinduistischen Würdenträger auf der Kumbh Mela 2015 in Nasik, womit er der erste Träger eines solchen Titels außerhalb Indiens ist. Kritiker wenden jedoch ein, er habe diesen Titel für 30.000 Dollar gekauft.

### Kontroverse um KZ-Gedenkstätten
Unter Om Chanting lehrt Bhakti Marga ein Ritual, bei dem die Teilnehmer im Kreis sitzend Om chanten. Dies solle die Atmosphäre reinigen. Kontrovers wurden solche Gruppenchantings an KZ-Gedenkstätten, z. B. am 17. März 2018 im KZ Buchenwald, oder auch am 10. Dezember 2016 im KZ Mauthausen in Österreich, aufgenommen, da darin eine Relativierung oder Instrumentalisierung des Holocaust gesehen wurde.
Es gibt jedoch auch Stimmen, die die Aktionen der Gemeinde gutheißen: Der Vorsitzende der Jüdischen Gemeinde in Thüringen, Deutschland, Reinhard Schramm, erklärte, er habe keine Probleme mit der Organisation und bezeichnete sie sogar als „Partner“ im Kampf gegen ethnischen und religiösen Rassismus und Fremdenfeindlichkeit. In Österreich erklärte das für Gedenkstätten zuständige Innenministerium, die Denkmäler stünden jedem offen, der „die Würde des Ortes“ respektiere. Willi Mernyi, der Vorsitzende des Mauthausen-Komitees, das die Gedenkstätte betreut, sagte, er sehe den Gedenkprozess als einen Akt des Respekts und wolle die Organisation dafür nicht kritisieren. Rikola-Gunnar Lüttgenau, ein Sprecher der Gedenkstätte Buchenwald, erklärte, dass protestantische, katholische und jüdische Gruppen in der Gedenkstätte beten dürften und die Organisation daher nicht daran gehindert werde, ihre Aktivitäten auf dem Gelände durchzuführen. Eine von der Gedenkstättenleitung durchgeführte Untersuchung habe keinen Verstoß der Organisation gegen die Regeln der Gedenkstätte ergeben.

### Reliquien-Diebstahl in der Schweiz
Im Jahr 2001 stahl Vishwananda mit zwei Komplizinnen in 25 Schweizer Kirchen und Klöstern Reliquien christlicher Heiliger. Als Motiv gab er einen angeblich bevorstehenden „Reliquienkrieg“ und einen von ihm befürchteten „Missbrauch der Reliquien durch Schwarze Magie“ an. Der Geschäftsführer von Bhakti Marga bestätigte, dass Vishwananda in der Schweiz seit 2007 wegen Störung der Totenruhe vorbestraft ist.